# Martin Panchaud
Pour les articles homonymes, voir Panchaud.
Martin Panchaud (né en 1982 à Genève) est un dessinateur suisse de bandes dessinées qui vit à Zurich. Son premier livre, La couleur des choses, reçoit de nombreux prix dont le Grand Prix de la Critique ACBD et le Fauve d'or 2023.

## Biographie
En tant que graphiste, auteur et illustrateur, il a publié plusieurs bandes dessinées, formats narratifs et infographies. Son style se caractérise par une représentation infographique.
La dyslexie de Panchaud a été un obstacle qui l'a surtout marqué durant sa scolarité. Cela l'a amené à placer la lecture, ainsi que l'interprétation des formes et de leur signification, au centre de ses préoccupations, ce qui a donné naissance à son style caractéristique et à sa créativité en matière de narration d'histoires.
En 2016, il publie SWANH.NET, une adaptation illustrée de 123 mètres de l'épisode IV de Star Wars, pour laquelle il a été reconnu dans diverses institutions culturelles en Europe (Barbican Centre à Londres, Onassis Cultural Center à Athènes).
En 2020, il publie son premier roman graphique, Die Farbe der Dinge (titre original, La couleur des choses en français) aux Éditions Moderne.

### La couleur des choses

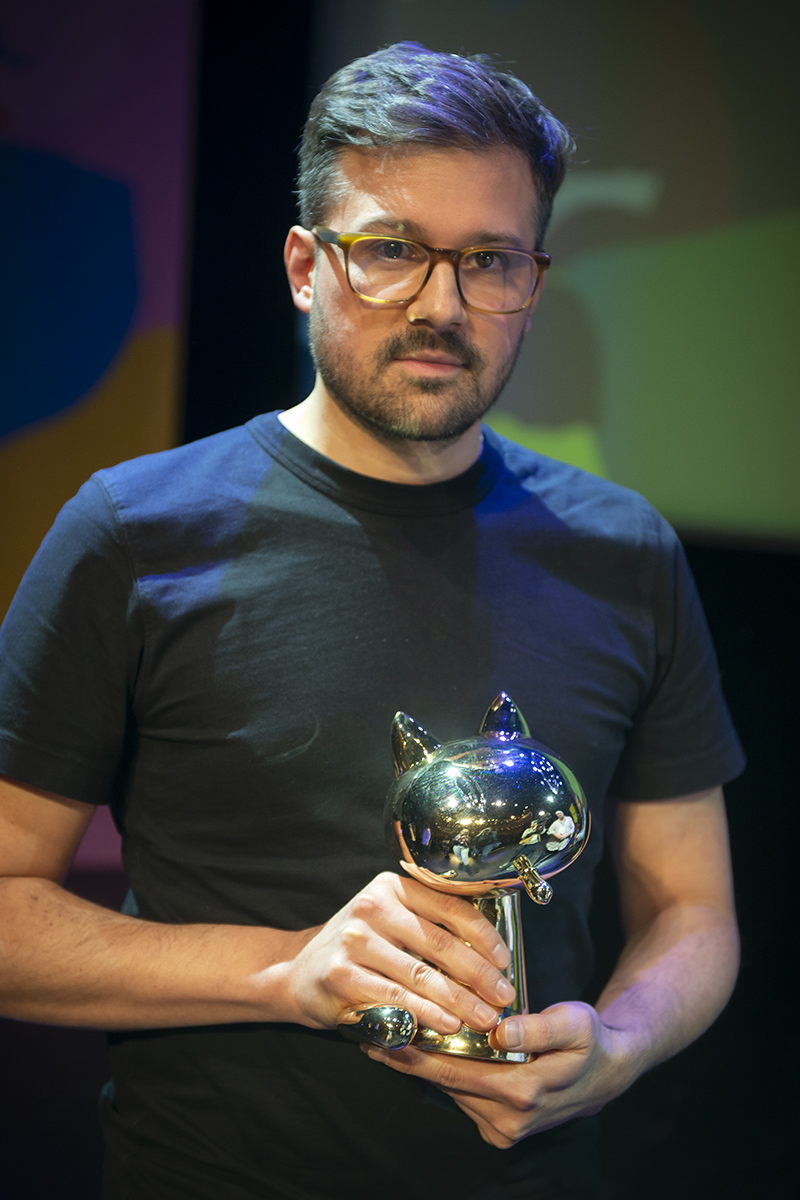
L'auteur avec le Fauve d'or du meilleur album au Festival d'Angoulême 2023.

La Couleur des choses est une tragi-comédie et un roman policier, mais aussi le premier roman graphique de Panchaud, publié par la maison d'édition de bandes dessinées et de romans graphiques Édition Moderne. Les 224 pages racontent l'histoire de Simon, 14 ans, qui grandit dans un foyer difficile, est moqué par ses amis en raison de son surpoids et est utilisé pour leurs affaires. Grâce au conseil d'une diseuse de bonne aventure, il doit parier sur un cheval spécifique lors de la course hippique à venir afin de remporter le gros lot. Simon rassemble sa monnaie pour le pari et s'empare en cachette de celle de son père. Il remporte le premier prix de 16 millions de livres, mais ne peut pas aller chercher l'argent car il est encore mineur. Lorsqu'il rentre chez lui pour obtenir une signature de ses parents, sa mère, battue et inconsciente, est justement prise en charge par les services sanitaires et il n'y a aucune trace de son père. Simon est donc livré à lui-même, mais il recevra plus tard l'aide d'un ami de sa mère pour retrouver son père.

## Publications
- Die Farbe der Dinge, EditionModerne.
  - (fr) La Couleur des choses, 228 pages, éditions Çà et là, 2022  (ISBN 978-2-36990-308-6) - Sélection officielle du Festival d'Angoulême 2023

## Prix et récompenses
- 2007 : Gagnant du concours de design graphique du Consulat général de France à Genève, Suisse.
- 2013 : Résidence, Cité Internationale des Arts, Paris, 2013
- 2014 : Bourses Berthoud, Lissignol-Chevalier et Galland, Ville de Genève.
- 2016 : Prix international KANTAR "Information is beautiful Awards" - SILVER.
- 2018 : Bourse BD des villes suisses alémaniques - Prix d'encouragement
- 2020 : Nomination Prix Max-und-Moritz.
- 2021 : Prix suisse du livre pour l'enfance et la jeunesse, pour La Couleur des choses.
- 2022 : Grand Prix de la Critique ACBD 2023 pour La Couleur des choses.
- 2023 : Fauve d'or : prix du meilleur album pour La Couleur des choses au Festival d'Angoulême[2].